# Wereldkampioenschap schaatsen allround 1911
Het Wereldkampioenschap schaatsen allround 1911 werd op 25 en 26 februari in het Øen Stadion te Trondheim gehouden.
Titelverdediger was Nikolaj Stroennikov, die in het Pohjoissatama in Helsingfors wereldkampioen was geworden. Stroennikov prolongeerde zijn titel.

## Eindklassement
| Rang   | Schaatser           | Land               | Punten | 500m      | 5000m        | 1500m       | 10.000m      |
| ------ | ------------------- | ------------------ | ------ | --------- | ------------ | ----------- | ------------ |
| Goud   | Nikolaj Stroennikov | Keizerrijk Rusland | 4      | 46,4 (1)  | 9.10,2 (1)   | 2.26,0 (1)  | 18.13,0 (1)  |
| Zilver | Martin Sæterhaug    | Noorwegen          | 14     | 48,3 (4)  | 9.14,4 (4)   | 2.26,6 (2)  | 18.49,9 (4)  |
| Brons  | Henning Olsen       | Noorwegen          | 15     | 48,6 (5)  | 9.13,4 (3)   | 2.29,7 (4)  | 18.39,9 (3)  |
| 4      | Thomas Bohrer       | Oostenrijk         | 17     | 47,0 (2)  | 9.15,6 (5)   | 2.30,5 (5)  | 18.50,0 (5)  |
| 5      | Trygve Lundgreen    | Noorwegen          | 17     | 49,9 (9)  | 9.12,2 (2)   | 2.31,0 (6)  | 18.29,2 (2)  |
| 6      | Otto Andersson      | Zweden             | 19     | 48,2 (3)  | 9.18,5 (7)   | 2.26,9 (3)  | 19.11,7 (6)  |
| 7      | Stener Johannessen  | Noorwegen          | 28     | 50,4 (12) | 9.17,8 (6)   | 2.32,4 (7)  | 19.13,5 (7)  |
| 8      | Johs Fladaas        | Noorwegen          | 32.5   | 49,6 (7)  | 9.54,4 (10)  | 2.36,0 (8)  | 19.42,2 (9)  |
| 9      | Ejnar Sørensen      | Denemarken         | 33.5   | 50,7 (13) | 9.44,0 (8)   | 2.36,0 (8)  | 19.26,4 (8)  |
| 10     | Hendrik Taconis     | Nederland          | 40     | 52,0 (15) | 9.55,6 (11)  | 2.41,8 (16) | 19.55,1 (10) |
| NS4    | Ivar Fyhn           | Noorwegen          | -      | 50,0 (10) | 10.15,5 (14) | 2.41,7 (15) | NS           |
| NS4    | Christian Fyhn      | Noorwegen          | -      | 50,0 (10) | 10.01,7 (13) | 2.40,5 (13) | NS           |
| NS4    | Thoralf Thoresen    | Noorwegen          | -      | 49,6 (7)  | NF           | 2.41,3 (14) | NS           |
| NS4    | Jacob Sæterhaug     | Noorwegen          | -      | 51,4 (14) | 9.48,3 (9)   | 2.40,4 (11) | NS           |
| NS4    | Sigurd Jensen       | Noorwegen          | -      | 52,9 (16) | 9.58,9 (12)  | 2.40,4 (11) | NS           |
| NS4    | Otto Monsen         | Noorwegen          | -      | 49,5 (6)  | 10.18,5 (15) | 2.37,3 (10) | NS           |

* = met val
NC = niet gekwalificeerd
NF = niet gefinisht
NS = niet gestart
DQ = gediskwalificeerd